# Bastien Augusto
Bastien Augusto (* 10. August 1999 in Limoges) ist ein französischer Leichtathlet, der im Mittel- und Langstreckenlauf an den Start geht.

## Sportliche Laufbahn
Erste internationale Erfahrungen sammelte Bastien Augusto im Jahr 2021, als er bei den U23-Europameisterschaften in Tallinn mit 3:47,86 min auf Rang 16 im 1500-Meter-Lauf gelangte. Im Dezember erreichte er bei den Crosslauf-Europameisterschaften in Dublin nach 25:38 min auf Rang 34 im U23-Rennen und im Jahr darauf wurde er bei den Crosslauf-Europameisterschaften 2022 in Turin nach 29:52 min Sechster im Einzelrennen und gewann in der Teamwertung die Goldmedaille. 2023 gelangte er bei den Halleneuropameisterschaften in Istanbul mit 8:20,60 min auf Rang 14 über 3000 Meter und im Dezember wurde er bei den Crosslauf-Europameisterschaften in Brüssel nach 32:09 min 52. im Einzelrennen. Im Jahr darauf wurde er bei den Europameisterschaften in Rom in 13:34,03 min 19. über 5000 Meter und im Dezember gelangte er bei den Crosslauf-Europameisterschaften in Antalya nach 23:14 min auf den 30. Platz im Einzelrennen. 2025 verpasste er bei den Halleneuropameisterschaften in Apeldoorn mit 7:53,53 min den Finaleinzug über 3000 Meter. Im April wurde er bei den Straßenlauf-Europameisterschaften in Löwen in 1:02:58 h 15. im Halbmarathon und gewann in der Teamwertung die Goldmedaille. 
In den Jahren 2022 und 2023 wurde Augusto französischer Hallenmeister im 3000-Meter-Lauf.

## Persönliche Bestzeiten
- 1500 Meter: 3:34,85 min, 17. Juli 2023 in Marseille
  - 1500 Meter (Halle): 3:47,78 min, 21. Februar 2021 in Miramas
- 5000 Meter: 13:16,85 min, 12. April 2024 in Azusa
  - 3000 Meter (Halle): 7:39,77 min, 2. Februar 2025 in Val-de-Reuil
- Halbmarathon: 1:00:18 h, 27. Oktober 2024 in Valencia